# Count the Votes
Count the Votes é um filme mudo em curta-metragem norte-americano de 1919, do gênero comédia, estrelado por Harold Lloyd. É considerado um filme perdido.

## Elenco
- Harold Lloyd
- Snub Pollard
- Bebe Daniels
- Sammy Brooks
- Lige Conley (como Lige Cromley)
- Frank Daniels
- Mark Jones
- Gus Leonard
- Marie Mosquini
- Fred C. Newmeyer
- H.L. O'Connor

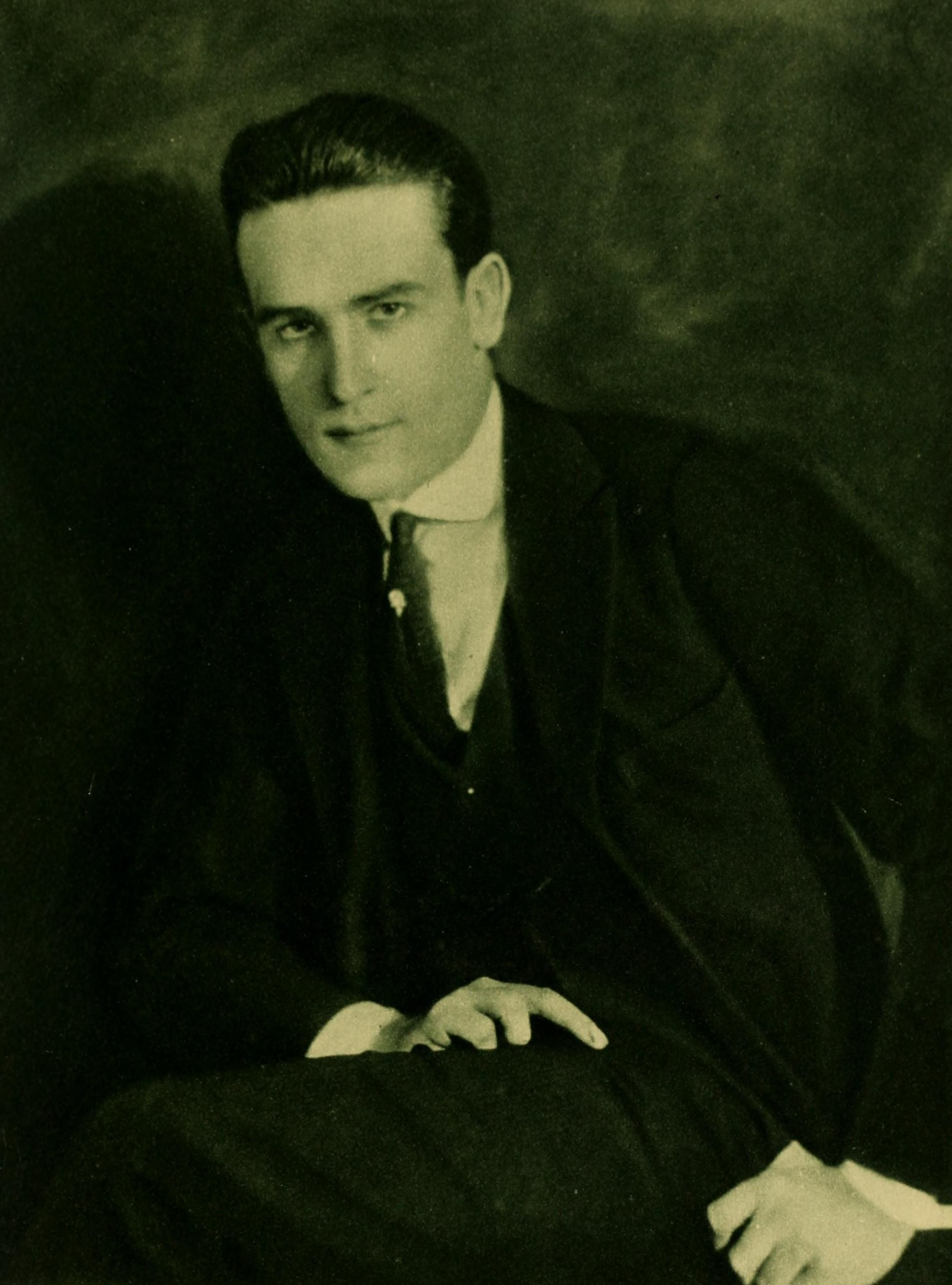
Harold Lloyd

- Charles Stevenson (como Charles E. Stevenson)
- Noah Young